# J Balvin
José Álvaro Osorio Balvín (n. 7 mai 1985), cunoscut ca J Balvin, este un cântăreț columbian de reggaeton și de muzică rap. Balvin s-a născut în Medellín, cel mai mare oraș din departamentul Antioquia, unde a devenit interesat de rap, reggaeton, champeta și bachata.

## Biografie
José s-a născut în Medellín, cel mai mare oraș din Antioquia. La 17 ani, s-a mutat în Statele Unite. S-a mutat în Oklahoma și New York pentru a învăța engleza și a fost influențat de muzica auzită acolo. A revenit apoi la Medellín și a câștigat popularitate în cluburile orașului.
Avansul său a venit în 2014 cu single-ul 6 AM, în care a jucat cântărețul puertorican Farruko, care s-a clasat pe locul doi în Billboard Hot Latin Songs. Apoi l-a cunoscut pe David Cohen și a început să fie cel mai bun prieten al său, deoarece l-a ajutat pe José să scrie noile sale melodii, precum și single-ul Ay Vamos, care a sporit vânzările albumului său La Familia (2014). În 2016, a lansat albumul Energía, care a inclus tuburile Ginza, Bobo, Safari și Sigo Extrañándote. După lansarea Energiei, a făcut un mare turneu începând cu 29 septembrie 2016: Statele Unite, Mexic, Costa Rica, Europa, Peru, Columbia, Argentina, Israel, Uruguay, Olympia din Paris: cântăreața este sărbătorit peste tot.
Pe 30 iunie 2017, J. Balvin a lansat single-ul Mi gente, în duet cu DJ-ul francez Willy William. La 1 august 2017, Mi gente a depășit Top 50 din lume pe Spotify, apoi a ajuns la un miliard de vizualizări pe YouTube (contorul video YouTube are un total de 2,3 miliarde de vizualizări [când?]). În ianuarie 2018, a lansat single-ul Machika cu Jeon și Anitta. A colaborat cu Cardi B și Bad Bunny la Billboard Hot 100, american I Like it.
În prezent, artistul este într-o relație cu modelul argentinian, Valentina Ferrer.

## Discografie

### Albume de studio
| Titlu      | Detalii                                                                  | Poziții de top | Poziții de top | Poziții de top  | Poziții de top | Certificări                                                                 |
| Titlu      | Detalii                                                                  | COL            | US Latin       | US Latin Rhythm | US Heat        | Certificări                                                                 |
| ---------- | ------------------------------------------------------------------------ | -------------- | -------------- | --------------- | -------------- | --------------------------------------------------------------------------- |
| La familia | - Lansat: Oct 29, 2013 - Label: EMI Latin - Format: CD, digital download | 1              | 14             | 2               | 36             | - ASINCOL: 3x Platinum - CAPIF: Gold - IFPI PE: Gold - IFPI RO: 2x Platinum |

### Single-uri
| "Ella Me Cautivó"                         | 2009 | 16 | —  | —  | —  | 35 | —  | Real       |  |  |  |  |  |
| "Sin Compromiso"                          | 2010 | 2  | —  | —  | 16 | 18 | 53 | El Negocio |  |  |  |  |  |
| "Me Gustas Tú"                            | 2010 | 11 | —  | —  | —  | —  | —  | El Negocio |  |  |  |  |  |
| "Seguiré Subiendo"                        | 2011 | —  | —  | —  | —  | —  | —  | El Negocio |  |  |  |  |  |
| "En Lo Oscuro"                            | 2012 | 1  | —  | —  | —  | —  | —  | El Negocio |  |  |  |  |  |
| "Como un Animal"                          | 2012 | —  | —  | —  | —  | —  | —  | Mix Tape   |  |  |  |  |  |
| "Yo Te Lo Dije"                           | 2012 | 1  | —  | 13 | 2  | 4  | 17 | La Familia |  |  |  |  |  |
| "Tranquila"                               | 2012 | 3  | 3  | 34 | 8  | —  | 62 | La Familia |  |  |  |  |  |
| "Sola"                                    | 2013 | 1  | 34 | —  | —  | —  | —  | La Familia |  |  |  |  |  |
| "6 AM" (featuring Farruko)                | 2013 | 4  | 11 | 3  | 1  | 1  | 4  | La Familia |  |  |  |  |  |
| "La Venganza"                             | 2014 | 10 | —  | —  | —  | —  | —  | La Familia |  |  |  |  |  |
| "Ay Vamos"                                | 2014 | —  | —  | —  | 14 | —  | —  | N/A        |  |  |  |  |  |
| ”Mi Gente” (J Balvin feat. Willy William) | 2017 |    |    |    |    |    |    |            |  |  |  |  |  |
|                                           |      |    |    |    |    |    |    |            |  |  |  |  |  |

#### Ca artist secundar
| Titlu                                                                     | An        | Album   |
| ------------------------------------------------------------------------- | --------- | ------- |
| "Cola Song" (Inna featuring J Balvin)                                     | 2014      | LatINNA |
| "I Want Cha" (Xonia featuring J Balvin)                                   | 2014      | N/A     |
| "Tu Sombra" (Jencarlos Canela featuring J Balvin)                         | 2014      | Jen     |
| ”Love Is The Name” (Sofia Carson feat. J Balvin)                          | 2017      | -       |
| ”Turn Out The Light” (Cris Cab feat. J Balvin)                            | 2017      | -       |
| ”Downtown” (Anitta feat. J Balvin)                                        | 2017      | -       |
| ”Buscando Huellas” (Major Lazer feat. J Balvin & Sean Paul)               | 2017-2018 | -       |
| ”X (EQUIS)” (Nicky Jam & J Balvin)                                        | 2018      | -       |
| ”Para Que Tu Quedes” (David Guetta feat. J Balvin)                        | 2018      | -       |
| ”Just Wanna Love You” (Cris Cab feat. J Balvin)                           | 2018      | -       |
| ”I Like It” (Cardi B feat. Bab Bunny & J Balvin)                          | 2018      | -       |
| ”Say My Name” (David Guetta feat. Bebe Rexha & J Balvin)                  | 2018-2019 | -       |
| ”Manana Is Too Late” (Jesse & Joy feat. J Balvin)                         | 2019      | -       |
| ”Contra La Pared” (Sean Paul feat. J Balvin)                              | 2019      | -       |
| ”Con Altura” (Rosalia feat. J Balvin & El GUincho)                        | 2019      | -       |
| ”Haute” (Tyga feat. J Balvin & Chris Brown)                               | 2019      | -       |
| ”No Me Cononce” (Jhay Cortez feat. J Balvin & Bad Bunny)                  | 2019      | -       |
| ”I Can't Get Enough” (Benny Blanco & Tainy feat. Selena Gomez & J Balvin) | 2019      | -       |
| ”Ritmo” (Black Eyed Peas feat. J Balvin)                                  | 2019      | -       |
| "China"(Anuel AA, Daddy Yankee, Karol G, Ozuna & J Balvin)                | 2019      | -       |
| ”Anaranjado” (Jowell y Randy feat. J Balvin)                              | 2020      |         |
|                                                                           |           |         |

## Legături externe
- J Balvin official website Arhivat în 24 decembrie 2012, la Wayback Machine.
- Card in Colarte Arhivat în 23 septembrie 2015, la Wayback Machine.
- J Balvin Discography Arhivat în 14 noiembrie 2013, la Wayback Machine.
- J Balvin "El Negocio Socio"